# Hainröder Bach (Teichbach)
Der Hainröder Bach, seltener Teichbach ist ein rechter Zufluss des Teichbachs in der westlichen Hainleite im Landkreis Nordhausen in Nordthüringen.

## Geographie
Der Hainröder Bach entspringt im bewaldeten Naturschutzgebiet Westliche Hainleite, im als Naherholungsgebiet bekanntenTeichtal südwestlich von Hainrode. Er wird unweit seiner Quelle im „ersten“ Teich aufgestaut. Dieser ist das Waldbad. Über eine Kaskade gelangt sein Wasser dann in den zweiten Teich, auf diesem kann man mit dem Ruderboot einige Runden drehen. Der dritte und letzte Teich an seinem Oberlauf verlandet zunehmend und ist als touristische Attraktion uninteressant.
Weiter Bachabwärts, das Teichtal hinter sich gelassen, durchfließt er das namensgebende Hainrode.
Dann fließt er durch ackerbaulich genutzte Flur in Richtung Norden, um im zu Bleicherode gehörenden Weiler Hünstein in den Teichbach zu münden.
Der Hainröder Bach wird teilweise ebenso wie sein Mündungsgewässer Teichbach genannt. Dies rührt daher, dass er das touristisch bekannte Teichtal mit seinen ursprünglich 3 Teichen durchfließt.
Wiederum andere Karten zeigen den Hainröder Bach als Oberlauf des in die Wipper fließenden Teichbachs, dessen Quelle allerdings bei Friedrichslohra liegt.